# FK Slawija-Masyr
Der FK Slawija-Masyr (belarussisch Футбольны клуб Славія-Мазыр, russisch Футбольный клуб Славия-Мозырь/FK Slawija-Mosyr) ist ein Fußballverein aus der belarussischen Stadt Masyr. Der belarussische Meister von 1996 und 2000 spielt in der Saison 2015 in der Wyschejschaja Liha, der höchsten Spielklasse des Landes.

## Geschichte
Der Fußballklub wurde 1987 unter dem Namen Palesse Masyr gegründet. Nach der Auflösung der Sowjetunion 1992 spielte der Verein zunächst in der Pershaya Liha, der zweithöchsten Fußballklasse in Belarus. 1995 gelang dann der Aufstieg in die Wyschejschaja Liha. Im gleichen Jahr erfolgte eine Umbenennung in MPKZ (Mosyrskij Promyschlenno-Kommertscheskij Zentr), drei Jahre später in Slavija Masyr. In der obersten Liga wurde der Verein in der Saison 1996 auf Anhieb Vizemeister, ein Jahr später gewann er seinen ersten Meistertitel. Eine weitere Vizemeisterschaft 1999 und eine Meisterschaft 2000 folgen. Darüber hinaus konnte zweimal, 1996 und 2000, der nationale Pokal gewonnen werden, zwei weitere Male erreichte die Mannschaft das Pokalendspiel.
In der Qualifikation zur UEFA Champions League 1997/98 und zur UEFA Champions League 2001/02 erreichte der Verein jeweils die zweite Runde. 1997 konnte der moldawische Meister Constructorul Chișinău bezwungen werden, ehe man gegen Olympiakos Piräus ausschied. 2001 setzte sich die Mannschaft gegen den färöischen Meister VB Vágur durch und scheiterte anschließend an Inter Bratislava. Im Europapokal der Pokalsieger 1996/97 erfolgte das Aus bereits in der ersten Qualifikationsrunde gegen KR Reykjavík. Auch bei seinen beiden Auftritten im UEFA-Pokal schied der Verein jeweils in der ersten Qualifikationsrunde aus, 1997 gegen Dinamo Tiflis und 2000 gegen Maccabi Haifa.
Nach dem zweiten Meistertitel 2000 ging es für Slawija Masyr bergab. In der Liga belegte die Mannschaft nur noch hintere Plätze und stieg nach einem 14. Platz 2005 nach zehn Jahren Erstklassigkeit in die zweitklassige Pershaya Liha ab. Nach dieser sportlich wie wirtschaftlich erfolglosen Saison fusionierte der Verein Anfang 2006 mit ZLiN Homel zu FK Masyr-ZLiN auf materieller Grundlage des nun offiziell aufgelösten Slawija Masyr. 2007 spielte der Klub unter dem Namen FK Masyr, seit 2008 trägt er den Namen FK Slawija-Masyr. 2009 konnte sich der Verein erst durch einen Sieg in einem Entscheidungsspiel um den Abstieg vor dem Absturz in die Drittklassigkeit retten.
2006 wurde Orange-Schwarz zu den offiziellen Vereinsfarben ernannt. Seit 2007 tritt die Mannschaft wieder in den ehemaligen Farben von Slawija Masyr Rot-Schwarz auf.

### Vereinsnamen
- 198700000 – Palesse Masyr
- 1995–1998 – MPKZ
- 1998–2005 – Slawija Masyr
- 200600000 – FK Masyr-ZLiN (nach Fusion mit dem Klub ZLiN Homel)
- 200700000 – FK Masyr
- 200800000 – FK Slawija-Masyr

## Stadion
Die Heimspiele des Klubs finden im Junaztwa-Stadion (Stadion der Jugend) in Masyr statt, welches 5300 Zuschauern Platz bietet.

## Erfolge
- Belarussische Fußballmeisterschaft
  - Meister (2): 1996, 2000
  - Vizemeister (2): 1995, 1999
- Belarussischer Fußballpokal
  - Sieger (2): 1996, 2000
  - Finalist (2): 1999, 2001

## Statistiken und Tabellen

### Belarussische Meisterschaft
| Saison  | Liga               | Platzierung | Sp. | S  | U  | N  | Tore   | Punkte | Anmerkungen                            |
| ------- | ------------------ | ----------- | --- | -- | -- | -- | ------ | ------ | -------------------------------------- |
| 1992    | Perschaja Liha     | 7           | 15  | 5  | 6  | 4  | 18:22  | 16     |                                        |
| 1992/93 | Perschaja Liha     | 2           | 30  | 22 | 5  | 3  | 54:14  | 49     |                                        |
| 1993/94 | Perschaja Liha     | 2           | 28  | 19 | 5  | 4  | 48:18  | 43     |                                        |
| 1994/95 | Perschaja Liha     | 1           | 30  | 24 | 3  | 3  | 106:17 | 51     | Aufstieg in die Wyschejschaja Liha     |
| 1995    | Wyschejschaja Liha | 2           | 15  | 11 | 3  | 1  | 44:9   | 36     | Vizemeister                            |
| 1996    | Wyschejschaja Liha | 1           | 30  | 24 | 4  | 2  | 64:17  | 76     | Meister                                |
| 1997    | Wyschejschaja Liha | 6           | 30  | 12 | 7  | 11 | 39:30  | 43     |                                        |
| 1998    | Wyschejschaja Liha | 6           | 28  | 12 | 9  | 7  | 41:36  | 45     |                                        |
| 1999    | Wyschejschaja Liha | 2           | 30  | 20 | 5  | 5  | 74:25  | 65     | Vizemeister                            |
| 2000    | Wyschejschaja Liha | 1           | 30  | 23 | 5  | 2  | 78:25  | 74     | Meister                                |
| 2001    | Wyschejschaja Liha | 6           | 26  | 13 | 5  | 8  | 49:27  | 44     |                                        |
| 2002    | Wyschejschaja Liha | 11          | 26  | 6  | 6  | 14 | 38:61  | 24     |                                        |
| 2003    | Wyschejschaja Liha | 14          | 30  | 6  | 7  | 17 | 29:64  | 25     |                                        |
| 2004    | Wyschejschaja Liha | 12          | 30  | 9  | 4  | 17 | 32:51  | 31     |                                        |
| 2005    | Wyschejschaja Liha | 14          | 26  | 2  | 5  | 19 | 14:60  | 11     | Abstieg in die Perschaja Liha          |
| 2006    | Perschaja Liha     | 4           | 26  | 11 | 10 | 5  | 44:24  | 43     | Fusion mit ZLiN Homel zu FK Masyr-ZLiN |
| 2007    | Perschaja Liha     | 13          | 26  | 4  | 6  | 16 | 26:44  | 18     |                                        |
| 2008    | Perschaja Liha     | 13          | 26  | 6  | 5  | 15 | 33:62  | 23     |                                        |
| 2009    | Perschaja Liha     | 13          | 26  | 5  | 8  | 14 | 23:41  | 23     |                                        |
| 2010    | Perschaja Liha     | 9           | 30  | 10 | 7  | 13 | 33:44  | 37     |                                        |
| 2011    | Perschaja Liha     | 1           | 30  | 22 | 5  | 3  | 53:17  | 71     | Aufstieg in die Wyschejschaja Liha     |
| 2012    | Wyschejschaja Liha | 10          | 30  | 7  | 6  | 17 | 22:58  | 36     |                                        |
| 2013    | Wyschejschaja Liha | 12          | 32  | 5  | 8  | 19 | 24:47  | 23     | Abstieg in die Perschaja Liha          |
| 2014    | Perschaja Liha     | 2           | 30  | 18 | 6  | 6  | 55:38  | 60     | Aufstieg in die Wyschejschaja Liha     |

## Europapokalbilanz
| Saison  | Wettbewerb                  | Runde                  | Gegner                        | Gesamt    | Hin     | Rück    |
| ------- | --------------------------- | ---------------------- | ----------------------------- | --------- | ------- | ------- |
| 1996/97 | Europapokal der Pokalsieger | Qualifikation          | KR Reykjavík                  | 2:3       | 2:2 (H) | 0:1 (A) |
| 1997/98 | UEFA Champions League       | 1. Qualifikationsrunde | FC Constructorul Chișinău     | 4:3       | 1:1 (A) | 3:2 (H) |
| 1997/98 | UEFA Champions League       | 2. Qualifikationsrunde | Olympiakos Piräus             | 2:7       | 0:5 (A) | 2:2 (H) |
| 1997/98 | UEFA-Pokal                  | 1. Runde               | Dinamo Tiflis                 | 1:2       | 1:1 (H) | 0:1 (A) |
| 2000/01 | UEFA-Pokal                  | Qualifikation          | Maccabi Haifa                 | (a)1:1(a) | 1:1 (H) | 0:0 (A) |
| 2001/02 | UEFA Champions League       | 1. Qualifikationsrunde | VB Vágur                      | 5:0       | 0:0 (A) | 5:0 (H) |
| 2001/02 | UEFA Champions League       | 2. Qualifikationsrunde | AŠK Inter Slovnaft Bratislava | 0:2       | 0:1 (H) | 0:1 (A) |

Gesamtbilanz: 14 Spiele, 2 Siege, 7 Unentschieden, 5 Niederlagen, 15:18 Tore (Tordifferenz −3)